# Ибрагимова, Фагиля Нурулловна
Фагиля Нурулловна Ибрагимова (11 марта 1926, Тюменский район, Тюменская область — 19 августа 2010, Тюменская область) — советский передовик производства в сельском хозяйстве. Герой Социалистического Труда (1973).

## Биография
Родилась 11 марта 1926 года в деревне Есаулово Тюменского района, Тюменской области в простой крестьянской семье. Отец Нурулла Ибрагимов был конюхом, а мать Марфуга Ибрагимова ухаживала за телятами.
В 1941 году окончила Есауловскую начальную школу и после начала Великой Отечественной войны  вместе со своими сверстниками с утра до ночи работала на колхозных полях.
С 1944 по 1945 годы Ф. Н. Ибрагимова трудилась в рыбацкой артели. В 1947 году вышла замуж за своего односельчанина Анвара Ибрагимова. В семье Ибрагимовых выросли восемь мальчиков и один девятый приёмный ребёнок.
В 1961 и в 1963 году «матери, родившие и воспитавшие восемь детей» Указом Президиума Верховного Совета СССР Ф. Н. Ибрагимова была награждена Орденом «Материнская слава» III и II степени
С 1946 года работала дояркой совхоза «Туринский» Тюменского района, в 1968 году Фагиля Нурулловна надоила — 3200 кг молока, в 1972 году — 4546 кг, в 1973 году — 4031 кг.
6 сентября 1973 года  Указом Президиума Верховного Совета СССР «за выдающиеся успехи достигнутые в дойке молока» Фагиля Нурулловна Ибрагимова был удостоен звания Героя Социалистического Труда с вручением Ордена Ленина и золотой медали «Серп и Молот».
Ф. Н. Ибрагимова была участником ВДНХ СССР, в 1976 году избиралась делегатом XXV съезда КПСС.
Умерла 19 августа 2010 года в деревне Есаулово, Тюменской области.

## Награды
- Медаль «Серп и Молот» (06.09.1973)
- Орден Ленина (06.09.1973)
- Орден Трудового Красного Знамени
- Орден «Материнская слава» III и II степени (1961, 1963)